# Hijacinta (ime)
Hijacinta je  žensko osebno ime.

## Izvor imena
Ime Hijacinta je ženska oblika imena Hiacint, ki prek latinskega Hyacinthus izhaja iz grškega imena Hiakinthos, ki se povezuje na grško besedo hyjakinthos v pomenu »cvetlica, drag kamen«.

## Različice imena
- ženske oblike imena: Cintia, Cintija, Ciniza, Jacinta
- moška oblika imena: Hijacint

## Tujejezikovne oblike imena
Iz imena Hijacinta bi po krajšanju dobili ime Cintija, angleško Cynthia, ki pa ga razlagajo kot grško ime z nekdanjim pomenom »izhajajoča iz gore Kynthos na otoku Delosu, rojstnem kraju Apolona in Artemide«.

## Pogostost imena
Po podatkih Statističnega urada Republike Slovenije je bilo na dan 31. decembra 2007 v Sloveniji število ženskih oseb z imenom Hijacinta: 20.

## Osebni praznik
V koledarju je ime Hijacinta zapisano 30. januarja (Hiacinta (Jacinta) Marescotti, klarisa, † 30. jan. 1640).

## Zanimivost
V Sloveniji stoji samo ena cerkev sv. Hijacinte, in sicer na pokopališču v Rogatcu, kot podružnica župnijske cerkve sv. Jerneja.